# Dasyophthalma principesa
Dasyophthalma principesa är en fjärilsart som beskrevs av Hans Ferdinand Emil Julius Stichel 1904. Dasyophthalma principesa ingår i släktet Dasyophthalma och familjen praktfjärilar. Inga underarter finns listade i Catalogue of Life.